# Limerodes arctiventris
Limerodes arctiventris är en stekelart som först beskrevs av Schiodte 1839.  Limerodes arctiventris ingår i släktet Limerodes och familjen brokparasitsteklar. Arten är reproducerande i Sverige. Inga underarter finns listade i Catalogue of Life.